# اندرسن جوان
اندرسن جوان (انگلیسی: Young Andersen) نام یک سریال تلویزیونی دو قسمتی و محصول سال ۲۰۰۵ کشور دانمارک است.

## موضوع سریال
آندرسن، جوانی روستایی، ساده‌دل و مشتاق است که گمان می‌کند نوشته‌هایش بی‌نقص و عالی است. خواندن یکی از اشعارش در یک میهمانی توجه یک هنرمند ثروتمند را به او جلب می‌کند تا سرآغاز فصلی جدید در زندگی حرفه‌ای و شخصی او باشد.

## جوایز
- جوایز بهترین کارگردانی و طراحی لباس از جشنواره بین‌المللی فیلم شانگهای